# 石岡良治
石岡 良治（いしおか よしはる、1972年 - ）は、日本の批評家。文化評論家。早稲田大学文学学術院（早稲田大学文化構想学部）准教授。

## 人物
東京都生まれ。浦和高校卒、早稲田大学第一文学部中退、東京都立大学人文学部仏文学専修卒業、東京大学大学院総合文化研究科超域文化科学専攻（表象文化論）博士後期課程単位取得満期退学。
『ユリイカ』や『PLANETS』などにポップカルチャー関係の論考を多数寄稿しており、「日本最強の自宅警備員」とも呼ばれた。
著書『視覚文化「超」講義』は、紀伊國屋じんぶん大賞2015の第2位に選ばれた。
2018年より早稲田大学文学学術院（早稲田大学文化構想学部）准教授。

## 著書

### 単著
- 『視覚文化「超」講義』フィルムアート社、2014年6月。ISBN 978-4845914302。
- 『「超」批評 視覚文化×マンガ』青土社、2015年4月。ISBN 978-4791768417。
- 『現代アニメ「超」講義』株式会社PLANETS／第二次惑星開発委員会、2019年6月。ISBN 978-4905325130

### 共著
- 『ラッセンとは何だったのか？』原田裕規(編著)、フィルムアート社、2013年6月。ISBN 978-4845913145。
- 『ヤンキー人類学』斎藤環ほか（執筆）、フィルムアート社、2014年10月。ISBN 978-4845914371。
- 『オーバー・ザ・シネマ　映画「超」討議』三浦哲哉（共編著）、フィルムアート社、2018年3月。ISBN 978-4845915873。